# Asparrena
Asparrena en basque ou Aspárrena en espagnol est une commune d'Alava dans la communauté autonome du Pays basque en Espagne.

## Hameaux
La commune comprend les hameaux suivants : 
- Albeiz (Albéniz en espagnol), concejo ;
- Ametzaga, concejo ;
- Andoin, concejo ;
- Araia, chef-lieu de la commune ;
- Arriola, concejo ;
- Egino, concejo ;
- Gordoa, concejo ;
- Ibarguren, concejo ;
- Ilarduia, concejo ;
- Urabain, concejo.